# Psolus
Genre
Synonymes
- genre Cuvieria Cuvier, ex Peron MS, 1817, non LeSueur & Petit, 1807, nec Leach, 1814[1]
- genre Lepidopsolus Bronn, 1860[1]
- genre Lophothuria Verrill, 1866[1]
- genre Psolus Lesson, 1830[2]
- sous-genre Holothuria (Psolus)[1]
- sous-genre Psolus (Lophothuria) Verrill, 1866[2]

Psolus est un genre d'holothuries (concombres de mer) de la famille des Psolidae.

## Liste des genres
Selon World Register of Marine Species (4 juillet 2014) :
- Psolus agulhasicus Ludwig & Heding, 1935
- Psolus antarcticus (Philippi, 1857)
- Psolus arnaudi Cherbonnier, 1974
- Psolus ascidiiformis Mitsukuri, 1912
- Psolus atlantis O'Loughlin in O'Loughlin et al., 2013
- Psolus belgicae Hérouard, 1901
- Psolus byrdae O'Loughlin & Whitfield, 2010
- Psolus capensis Ludwig & Heding, 1935
- Psolus carolineae O'Loughlin & Whitfield, 2010
- Psolus charcoti Vaney, 1906
- Psolus cherbonnieri Carriol & Féral, 1985
- Psolus chitonoides Clark, 1901
- Psolus complicatus Deichmann, 1930
- Psolus depressus Ludwig & Heding, 1935
- Psolus digitatus Ludwig, 1893
- Psolus diomedeae Ludwig, 1893
- Psolus dubiosus Ludwig & Heding, 1935
- Psolus ephippifer Thomson, 1877
- Psolus eximius Savel'eva, 1941
- Psolus fabricii (Düben & Koren, 1846)
- Psolus figulus Ekman, 1925
- Psolus fimbriatus Sluiter, 1901
- Psolus granulosus Vaney, 1906
- Psolus griffithsi Thandar, 2009
- Psolus heardi O'Loughlin & Skarbnik-López in O'Loughlin et al., 2015
- Psolus hypsinotus Heding, 1942
- Psolus imperfectus H.L. Clark, 1923
- Psolus japonicus Östergren, 1898
- Psolus lawrencei Martinez & Penchaszadeh, 2017
- Psolus levis Koehler & Vaney, 1905
- Psolus lockhartae O'Loughlin & Whitfield, 2010
- Psolus macquariensis<small Davey & Whitfield, 2013
- Psolus macrolepis Fisher, 1907
- Psolus mannarensis James, 1984
- Psolus marcusi Tommasi, 1971
- Psolus megaloplax Pawson, 1968
- Psolus membranaceus Koehler & Vaney, 1905
- Psolus murrayi Théel, 1886
- Psolus nummularis Perrier R., 1899
- Psolus operculatus (Pourtalès, 1868)
- Psolus paradubiosus Carriol & Féral, 1985
- Psolus parantarcticus Mackenzie & Whitfield, 2011
- Psolus parvulus Cherbonnier, 1974
- Psolus patagonicus Ekman, 1925
- Psolus pauper Ludwig, 1893
- Psolus pawsoni Miller & Turner, 1986
- Psolus peronii (Bell, 1883)
- Psolus phantapus (Strussenfelt, 1765)
- Psolus pourtalesi Théel, 1886
- Psolus propinquus Sluiter, 1901
- Psolus punctatus Ekman, 1925
- Psolus rufus Fernández-Rodríguez, Arias, Borrell, Anadón, Massin & Acuña, 2017
- Psolus salottii Mackenzie & Whitfield, 2011
- Psolus solidus Massin, 1987
- Psolus springthorpei Mackenzie & Whitfield, 2011
- Psolus squamatus (O.F. Müller, 1776) Lütken, 1857
- Psolus steuarti Mackenzie & Whitfield, 2011
- Psolus tessellatus Koehler, 1896
- Psolus tropicus Cherbonnier, 1966
- Psolus tuberculosus Théel, 1886
- Psolus victoriae Tommasi, 1971

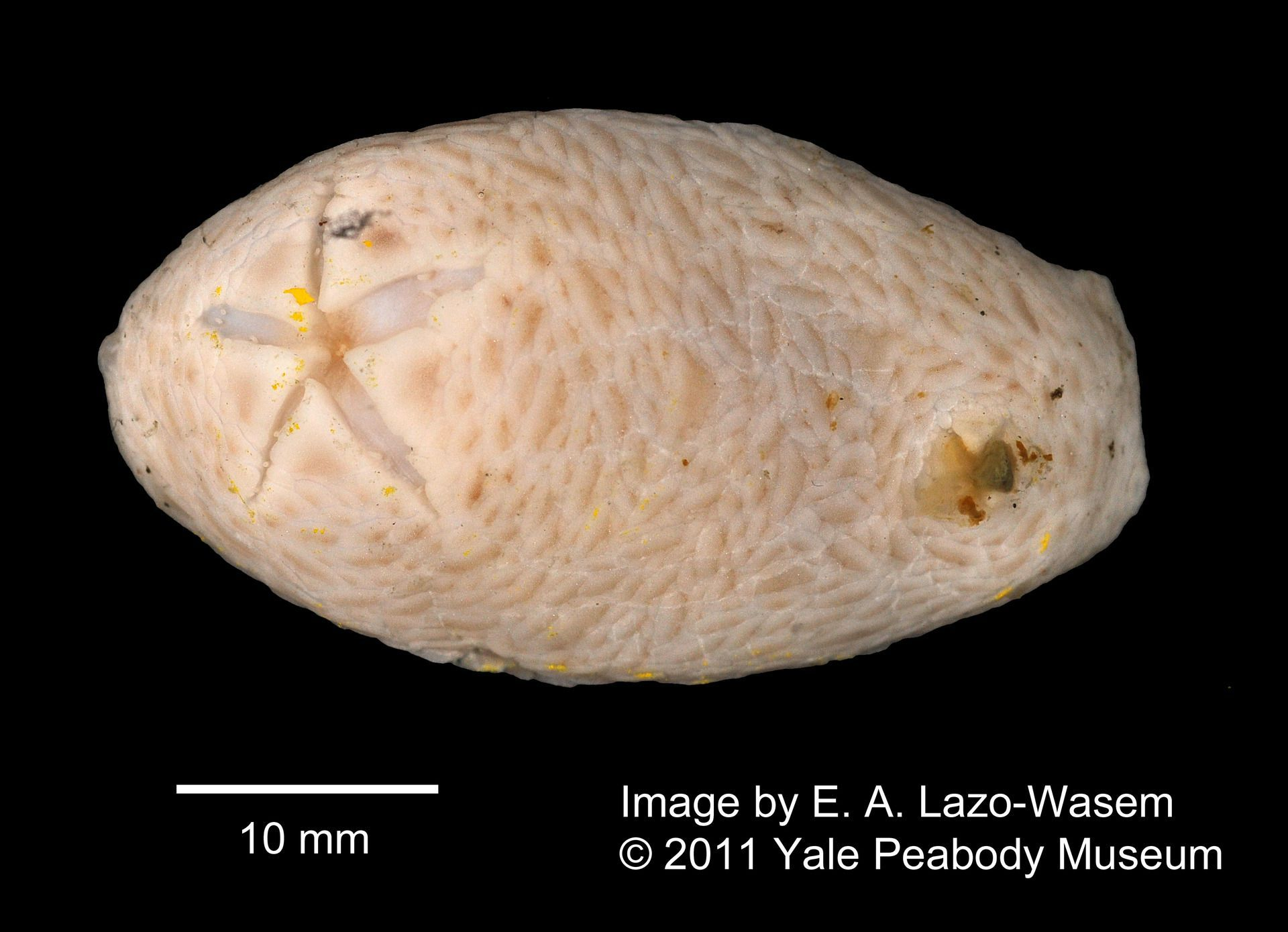
Psolus antarcticus.
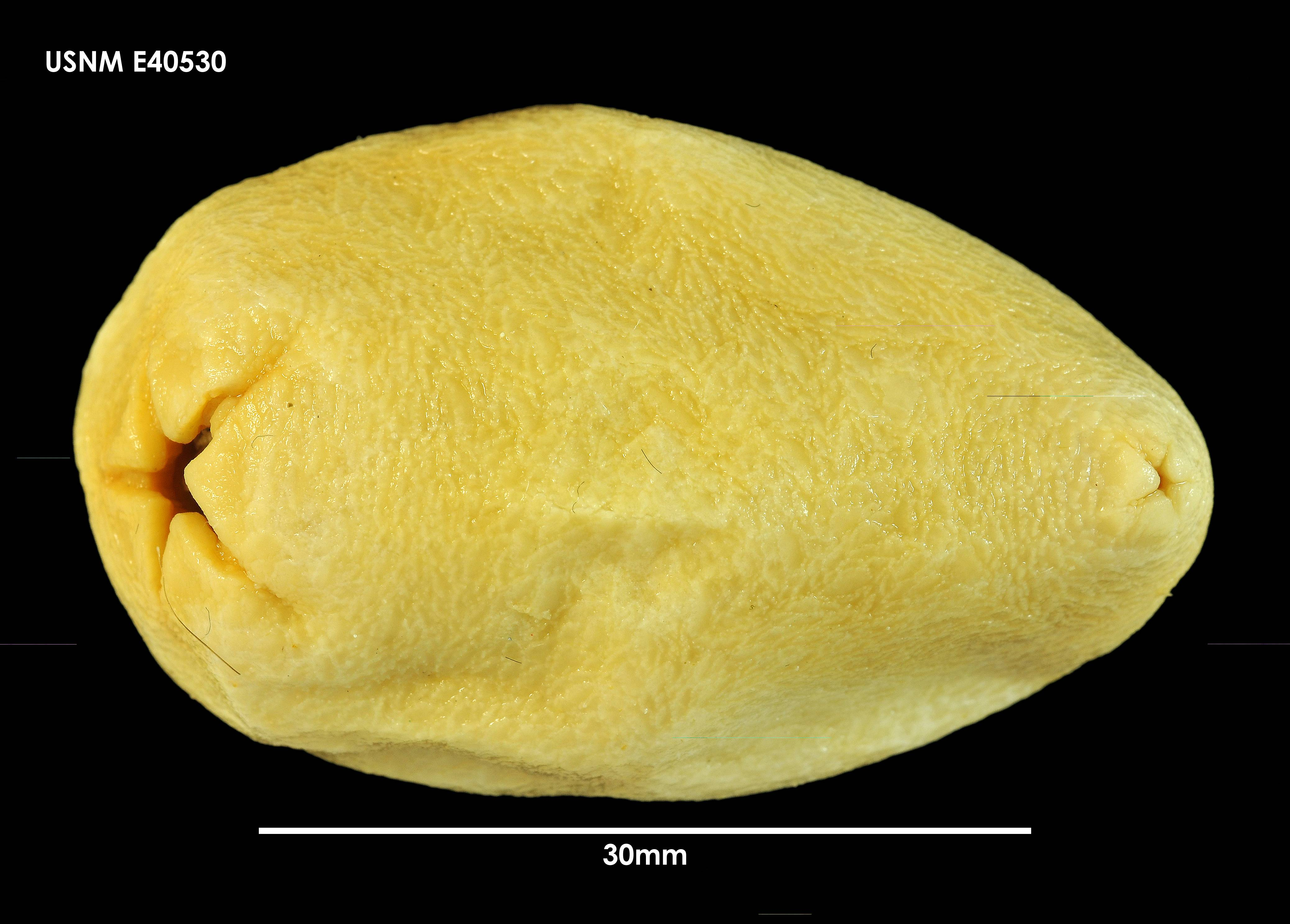
Psolus arnaudi.
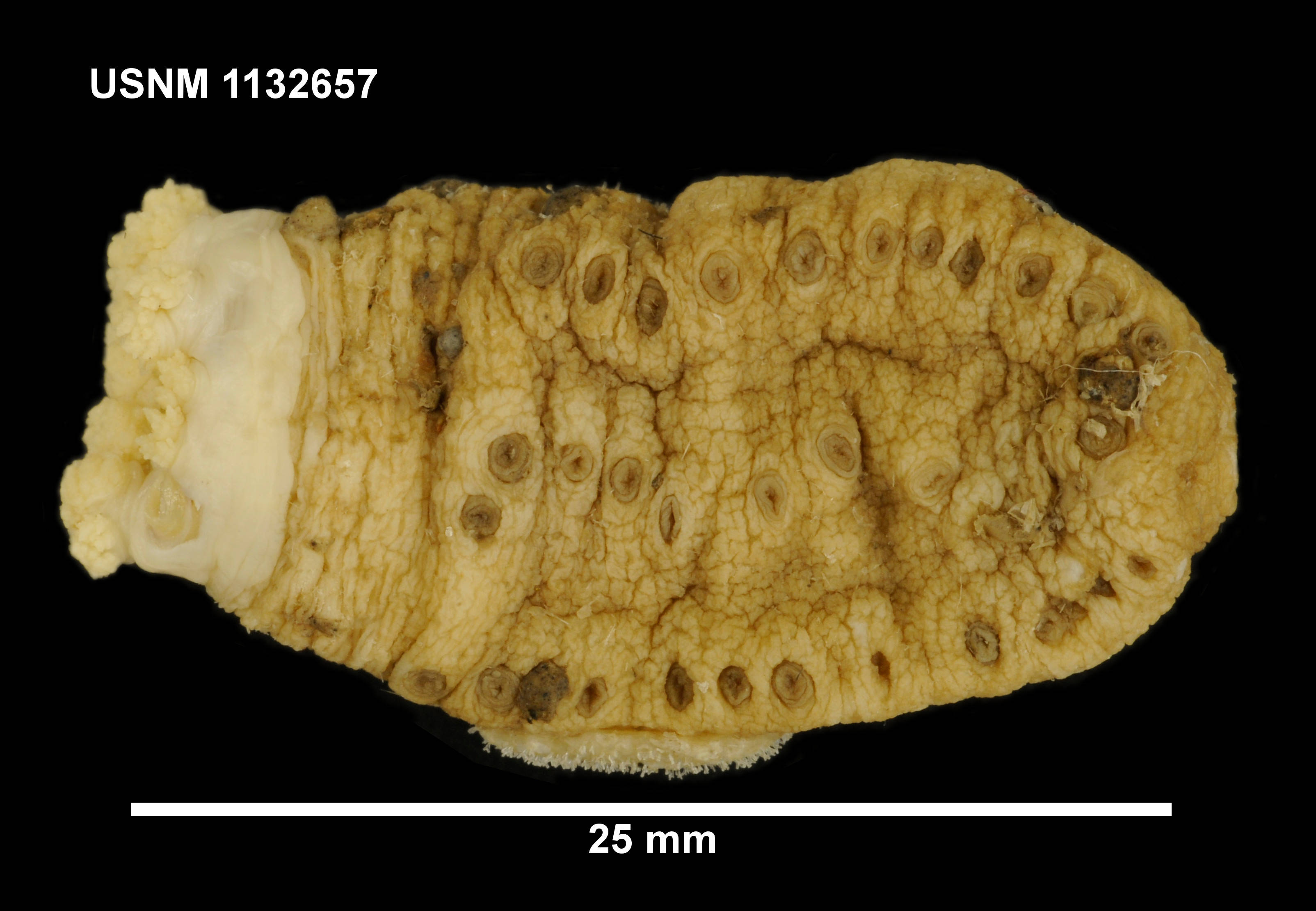
Psolus charcoti.
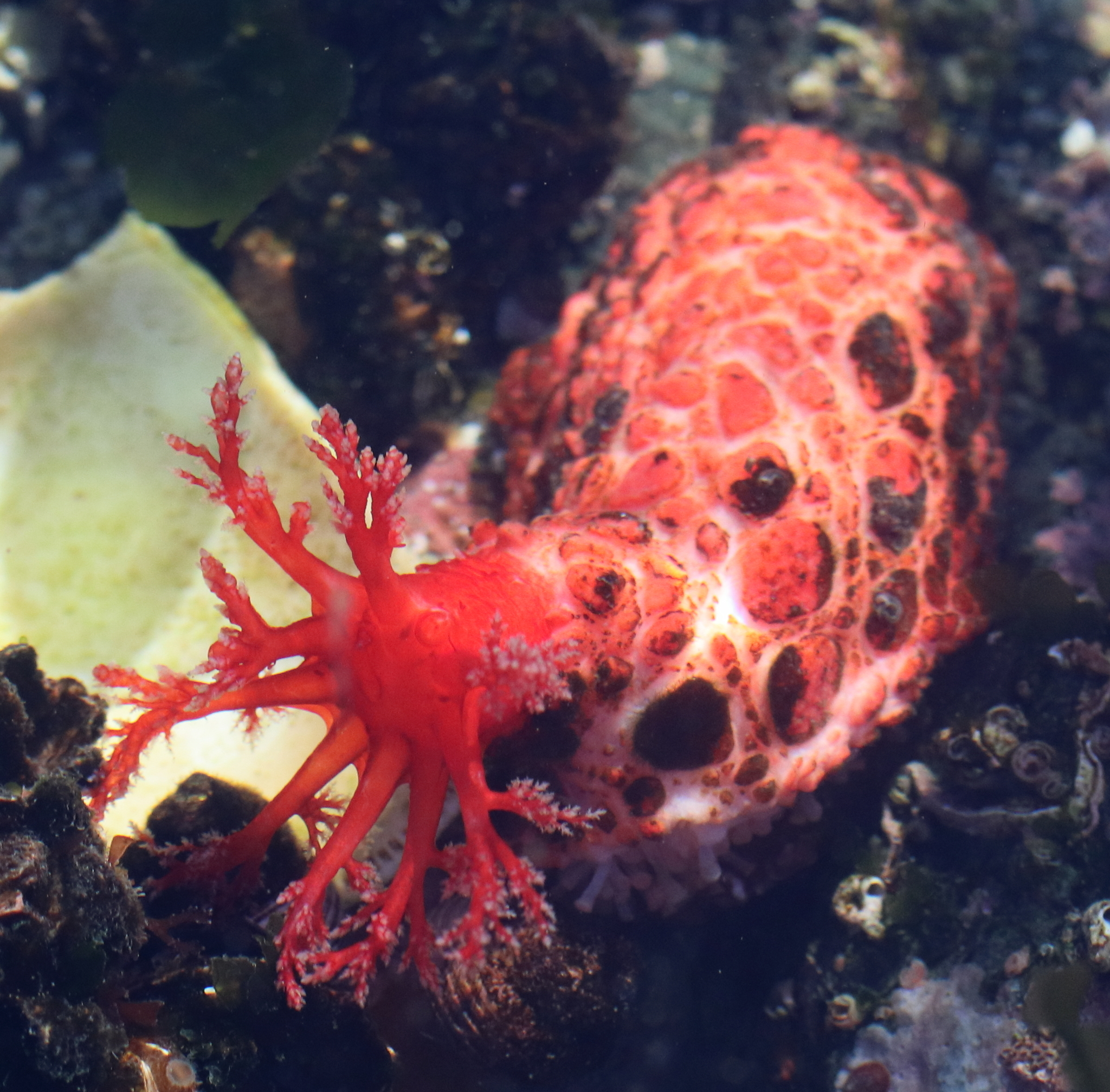
Psolus chitonoides.
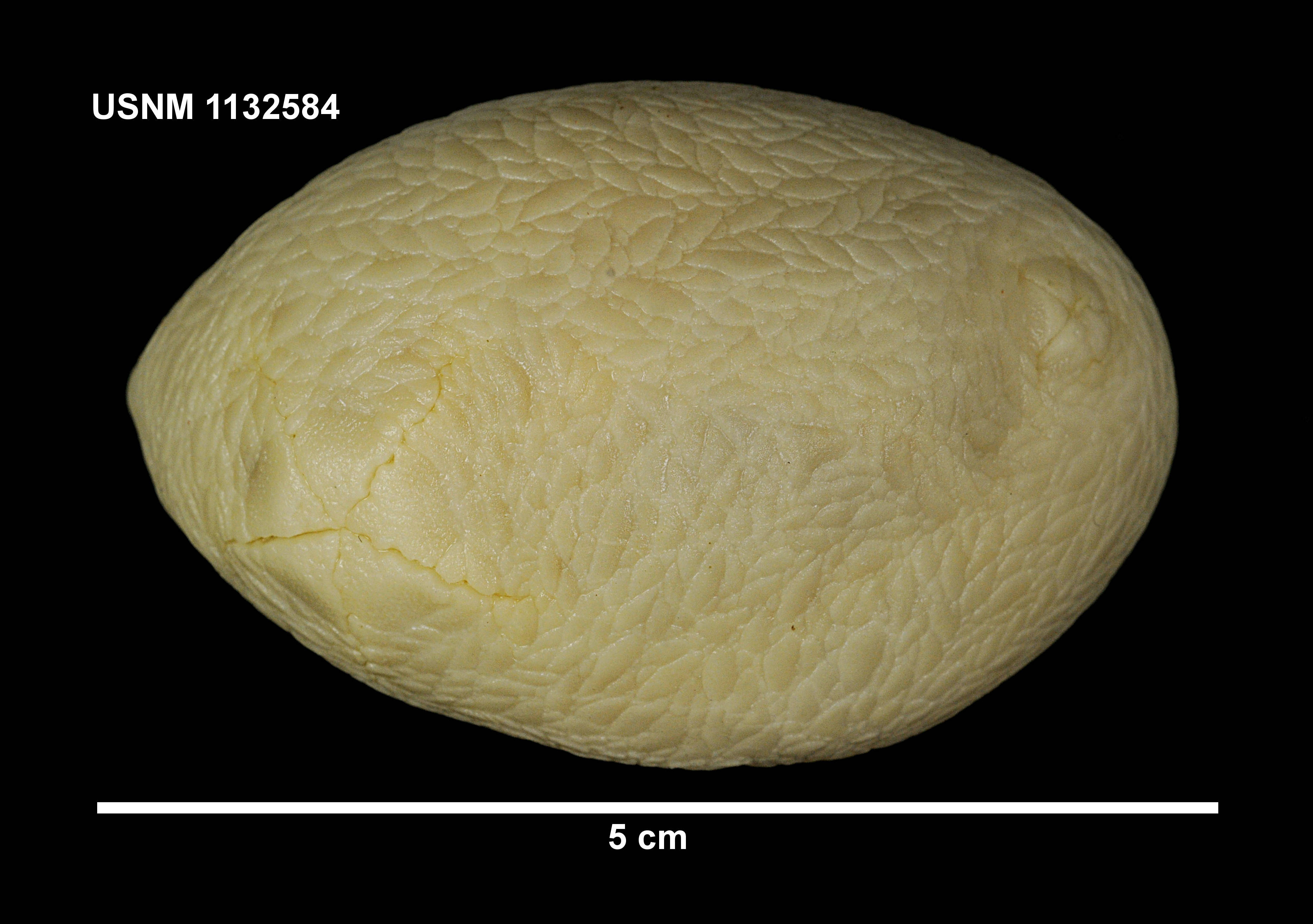
Psolus dubiosus.
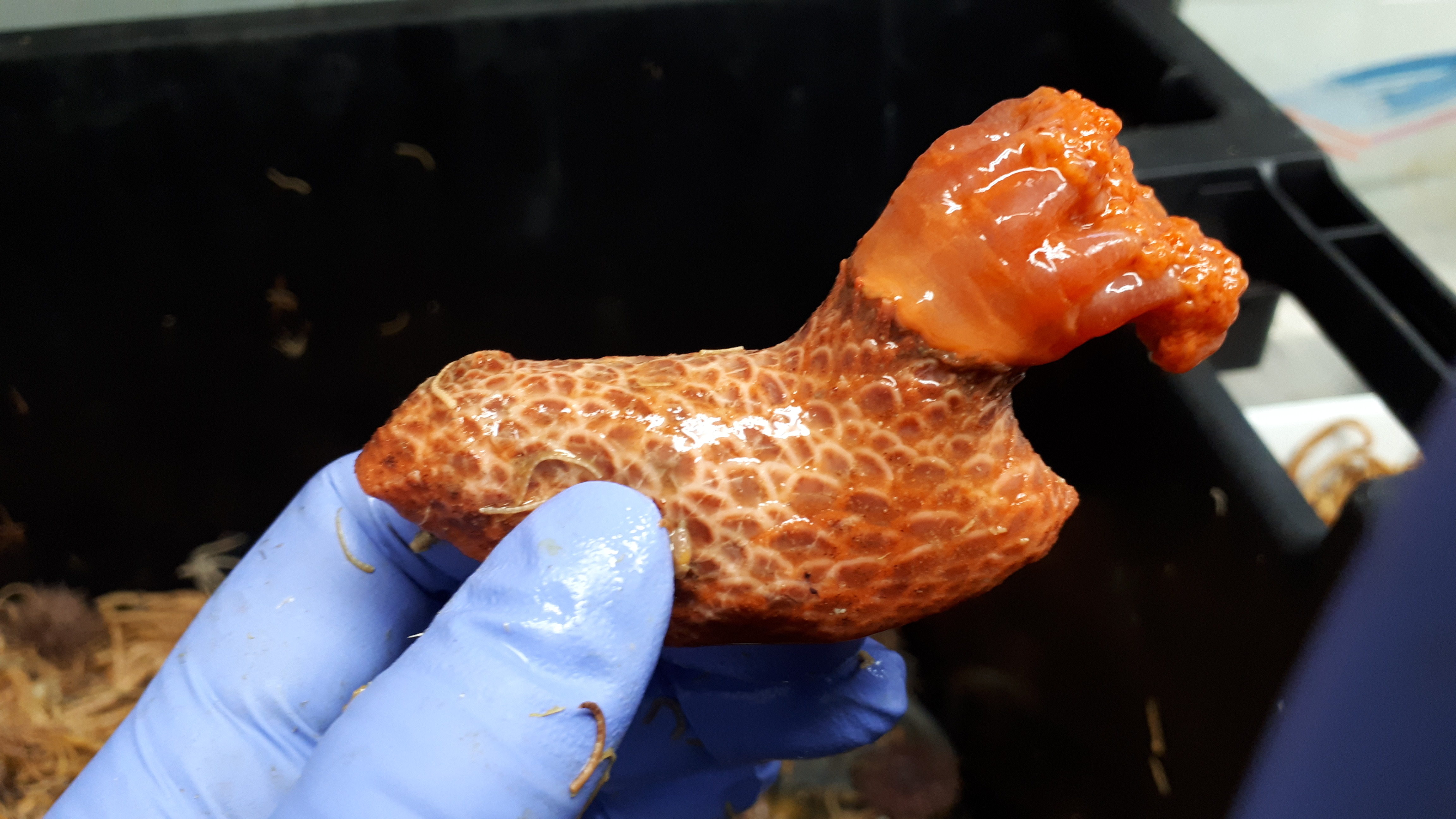
Psolus fabricii
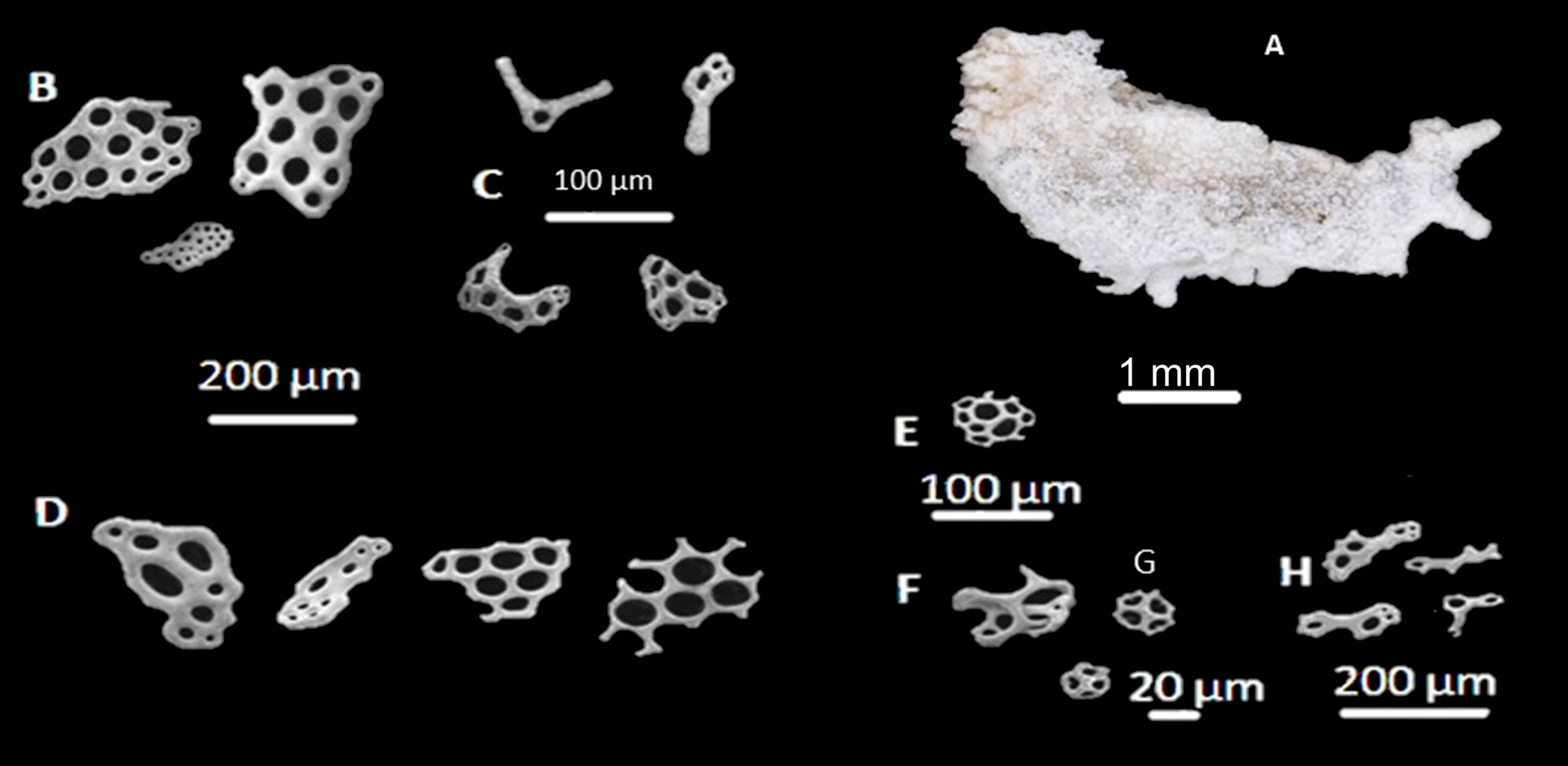
Psolus imperfectus
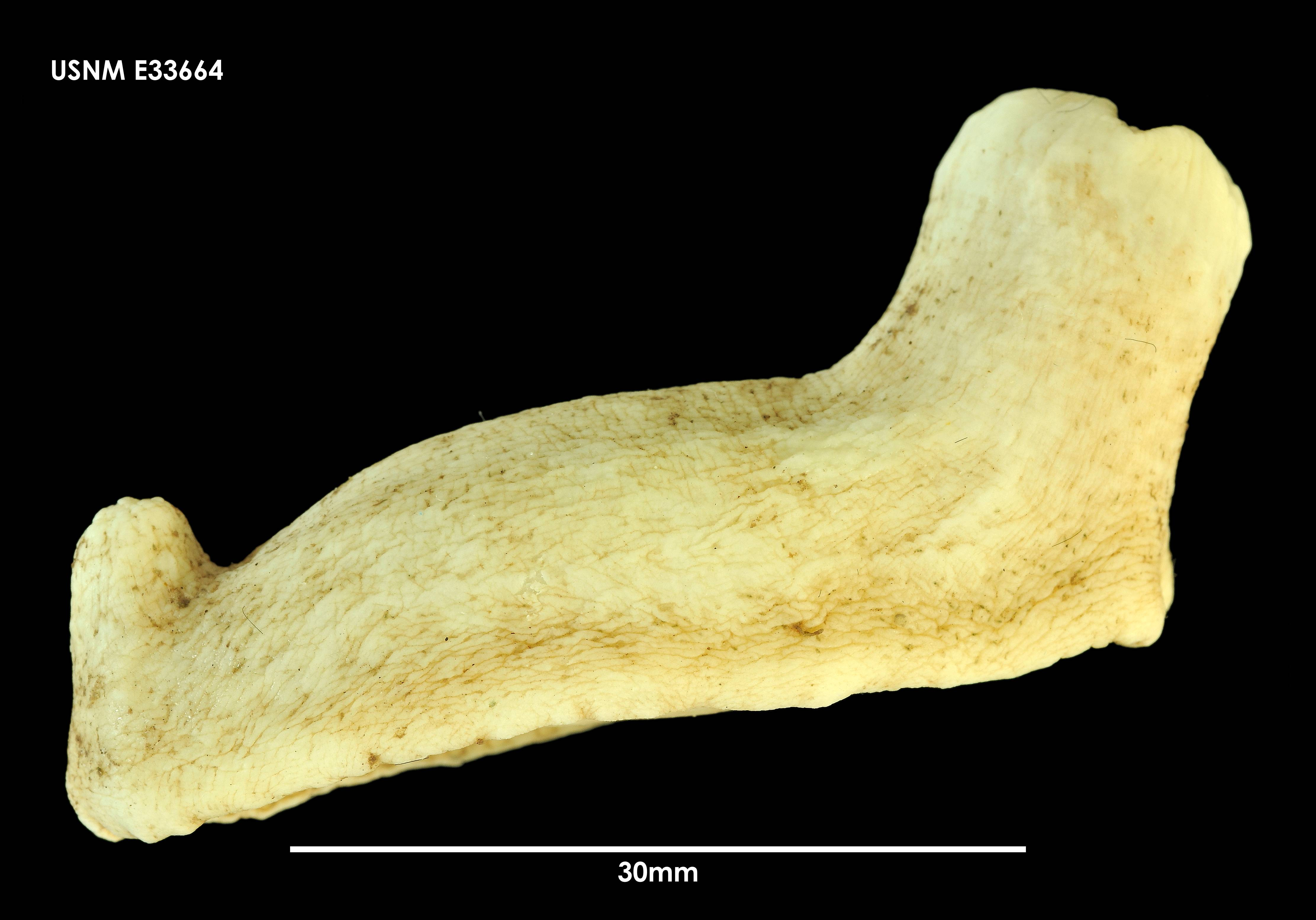
Psolus koehleri.
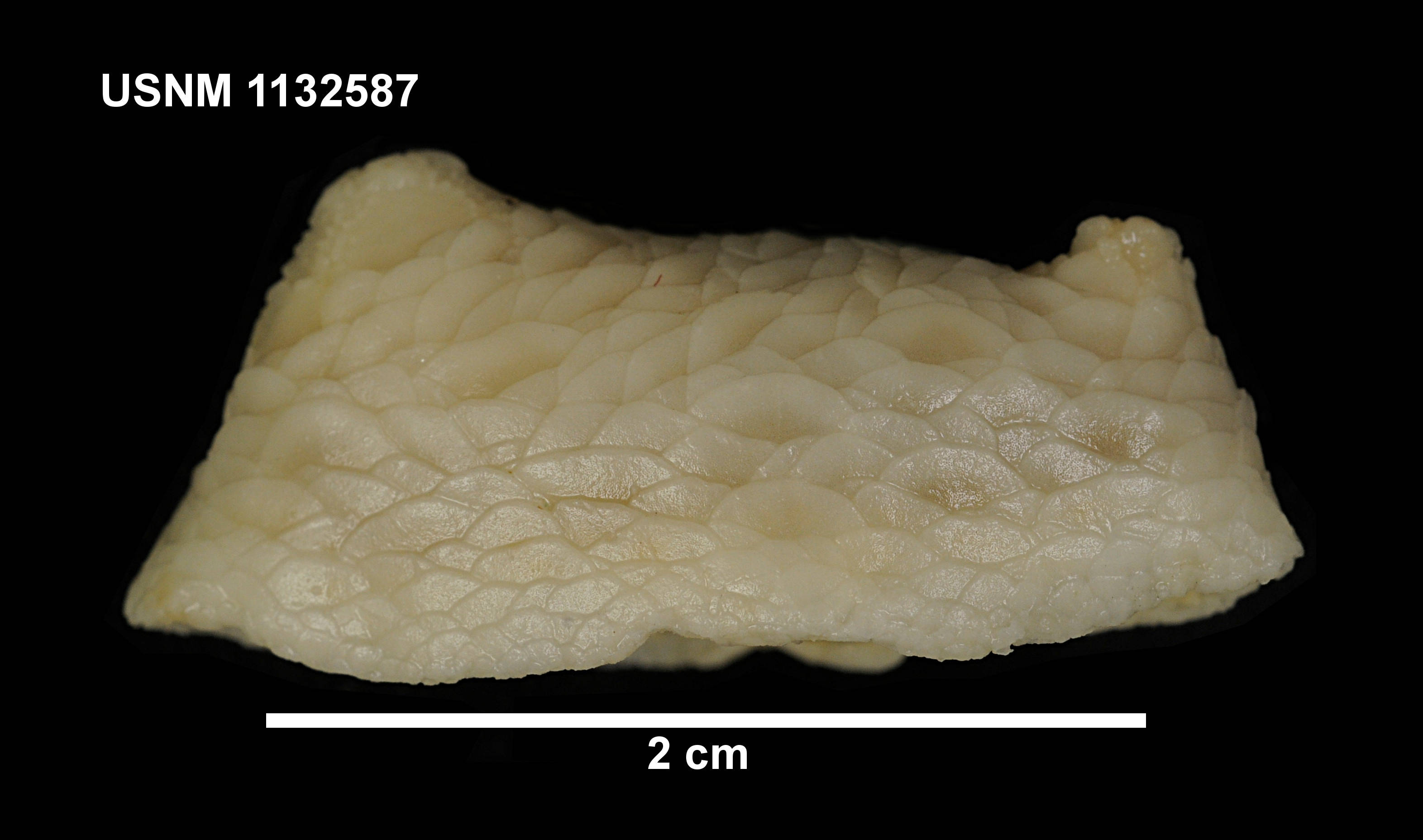
Psolus patagonicus.
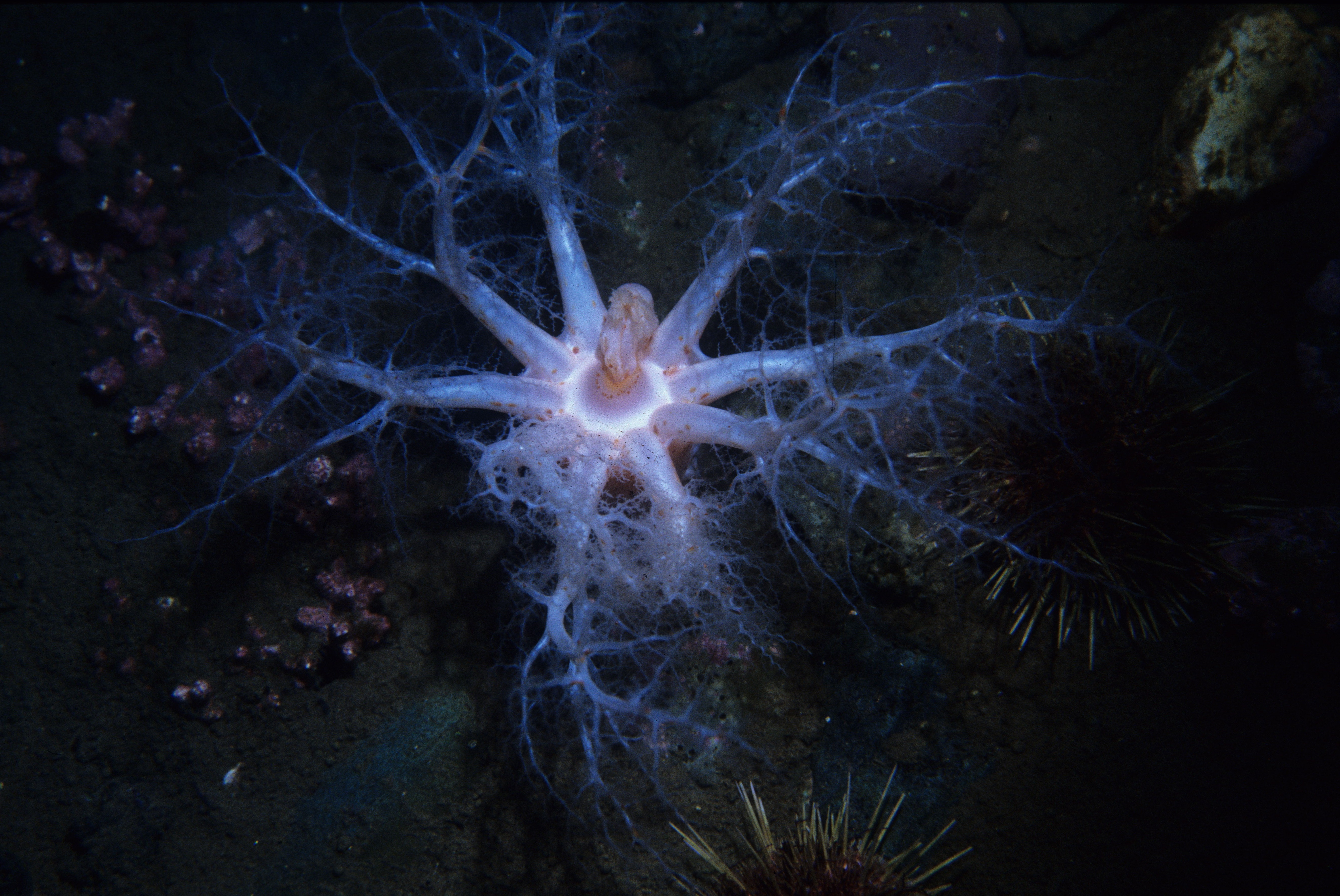
Psolus phantapus.
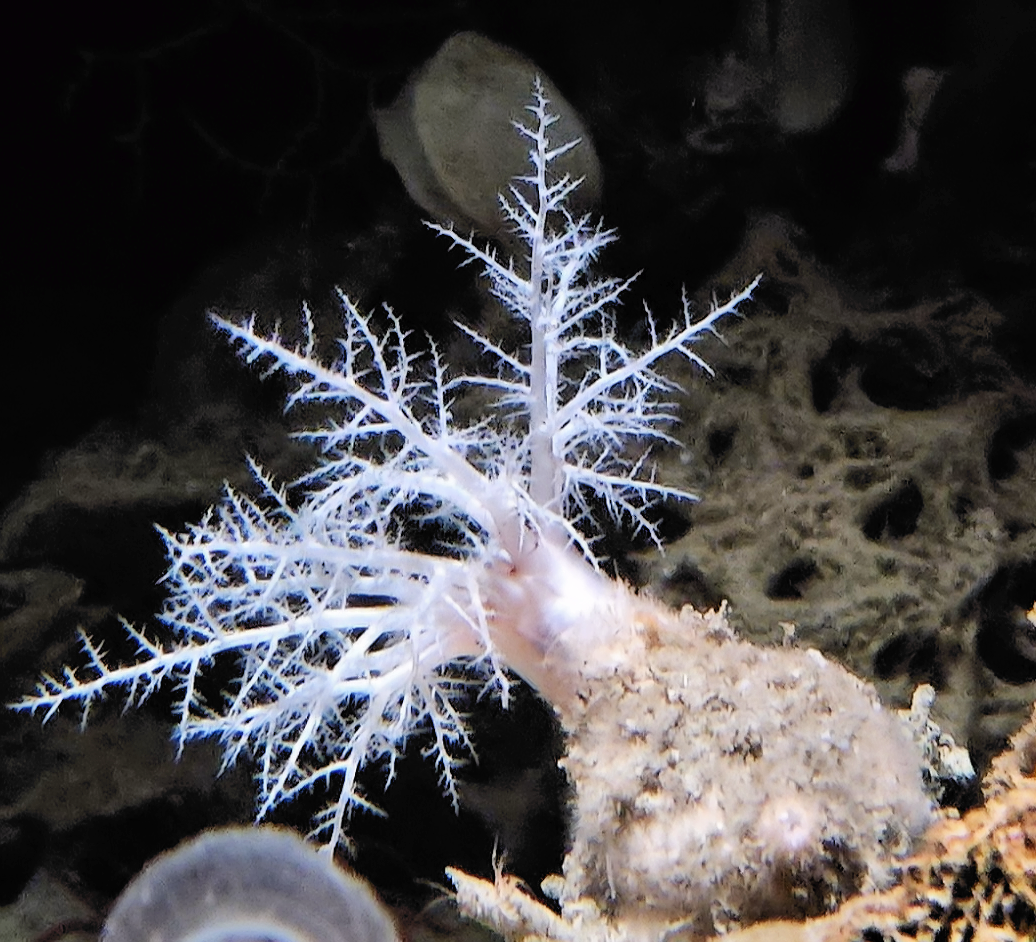
Psolus squamatus.
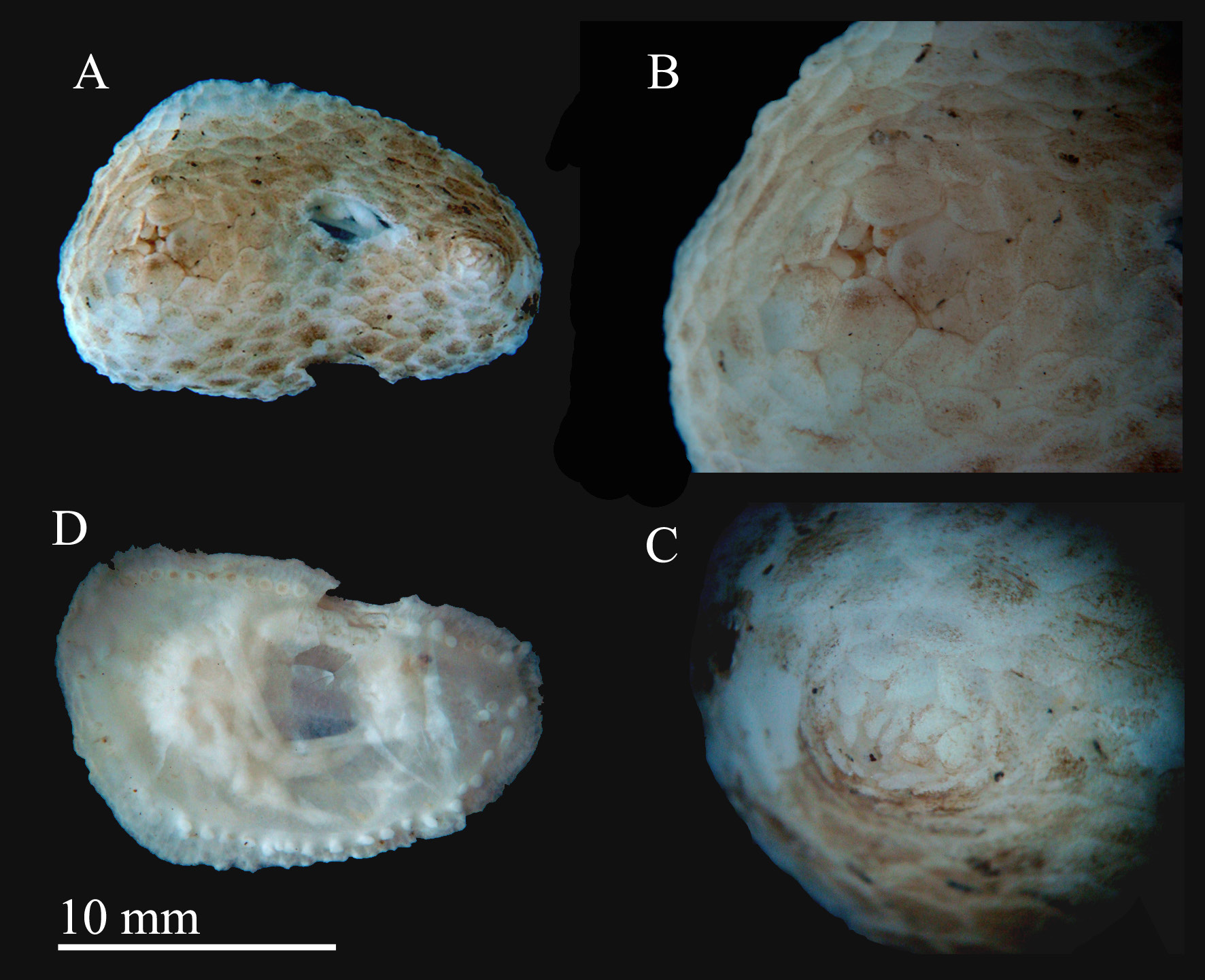
Psolus tessellatus.